# Holochilus sciureus
Holochilus sciureus és una espècie de mamífer rosegador de la família dels cricètids. Viu a Bolívia, el Brasil, Colòmbia, l'Equador, la Guaiana Francesa, Guyana, el Perú, el Surinam i Veneçuela. El seu hàbitat natural són les mates d'herba situades a la ribera dels rius i els camps de conreu propers als cursos d'aigua. És una espècie en risc mínim, és a dir, no sembla que hi hagi cap amenaça significativa per a la seva supervivència.